# Proasellus karamani
Proasellus karamani és una espècie de crustaci isòpode pertanyent a la família dels asèl·lids.

## Hàbitat
Viu a l'aigua dolça de fonts de zones càrstiques.

## Distribució geogràfica
Es troba a Europa, més concretament a Montenegro, Hercegovina i Macedònia del Nord.